# IJzergebergte
Het IJzergebergte (Tsjechisch: Jizerské hory; Duits: Isergebirge; Pools: Góry Izerskie) is een deel van de westelijke Sudeten op de grens tussen Tsjechië en Polen. Het grootste deel bestaat uit graniet en sommige delen uit basalt. Hier stroomt de rivier de Jizera. Belangrijkste stad is Jablonec nad Nisou.
De hoogste top is de Wysoka Kopa (Hinterberg, 1127 m) in Polen. Andere toppen zijn de Smrk (1124 m), Jizera (1122 m) en de Stóg Izerski (Heufuder, 1107 m). De Tafelstein/Tabulový kámen op 1072 m aan de noordkant van de Smrk is de historische grens tussen Bohemen, de Opper-Lausitz en Silezië.

## Geschiedenis

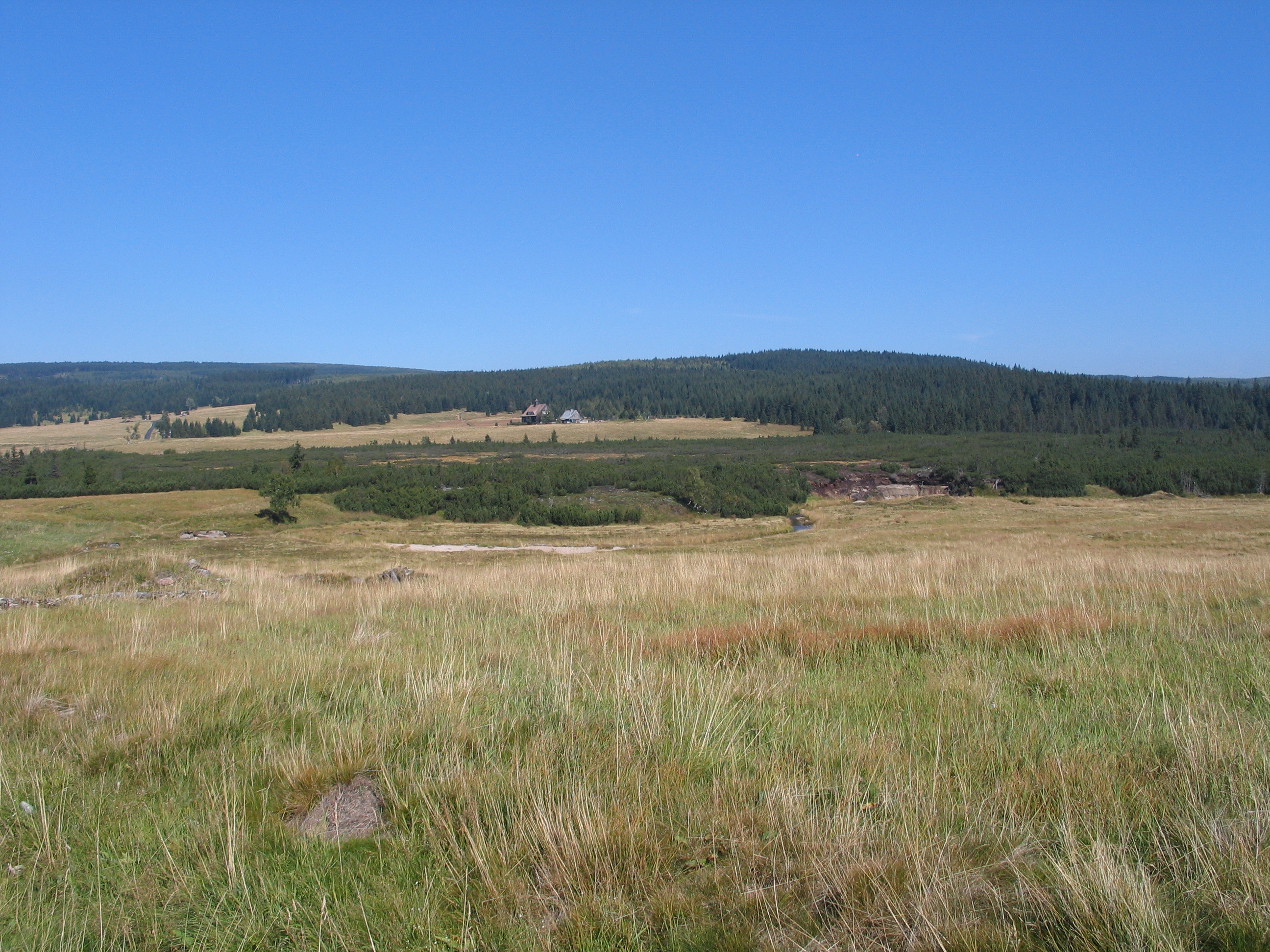
Hala Izerska

De eerste bewoners gaan terug tot de prehistorie. Later kwamen de Kelten en de Germanen. In de 14de eeuw kwamen Duitstalige kolonisten hier. Er is glaswerk gevonden uit de 16de eeuw.

## Bergtoppen
- Wysoka Kopa (Hinterberg), 1127 m; hoogste berg van het IJzergebergte
- Smrk (Tafelfichte), 1124 m
- Jizera (Siechhübel), 1122 m
- Stóg Izerski (Heufuder), 1107 m
- Smědavská hora (Wittigberg), 1084 m
- Bukovec (Buchberg), 1005 m
- Hvězda (Stefanshöhe), 959 m
- Černá Studnice (Schwarzbrunnberg), 869 m
- Tanvaldský Špičák (Tannwalder Spitzberg), 831 m; skigebied bij Tanvald
- Oldřichovský Špičák (Buschullersdorfer Spitzberg), 724 m

## Plaatsen
Enkele plaatsen in het IJzergebergte zijn Liberec, Frýdlant v Čechách, Nové Město pod Smrkem, Świeradów Zdrój, Szklarska Poręba, Desná, Tanvald en Jablonec nad Nisou.

## Toerisme
Het IJzergebergte kent in de winter wintersport zoals in Bedřichov. In de zomer is het een gebied om te fietsen en te wandelen. De internationale cross-countryraces Jizerská 50 en Bieg Piastów (in Polana Jakuszycka) vinden hier plaats.